# Televizija u 1985.
◄◄ | ◄ | 1982. | 1983. | 1984. | 1985.  | 1986. | 1987. | 1988. | ► | ►►
Arhitektura • Astronautika • Astronomija • Biologija • Film • Fotografija • Glazba • Kazalište • Kemija • Kiparstvo • Knjige • Književnost • Kršćanstvo • Meteorologija • Medicina • Planinarstvo • Politika • Pravo • Promet • Slikarstvo • Strip • Šport • Televizija • Znanost • Zrakoplovstvo • Željeznički promet
Televizija u 1985.

## Hrvatska i u Hrvata

### Smrti
- Zvonimir Đuretić, hrvatski televizijski spiker (* 1924.)[1]

## Vanjske poveznice
|  | Zajednički poslužitelj ima još gradiva o temi Televizija u 1985. |